# (16518) Akihikoito
(16518) Akihikoito (1990 WF) – planetoida z pasa głównego asteroid okrążająca Słońce w ciągu 3,39 lat w średniej odległości 2,25 j.a. Odkryta 16 listopada 1990 roku.